# 讷沙泰勒-阿尔德洛
讷沙泰勒-阿尔德洛（法語：Neufchâtel-Hardelot，發音：[nøʃatɛl aʁdəlo]）是法国上法蘭西大區加来海峡省滨海布洛涅区的市镇，位于该省西部，面积20.85平方千米，2022年1月1日人口为3,993人。。该市镇由讷沙泰勒（Neufchâtel）和阿尔德洛普拉日（Hardelot-Plage）两地组成。

## 地理
讷沙泰勒-阿尔德洛（50°37'7"N, 1°38'27"E）面积20.85平方千米，位于法国上法蘭西大區加来海峡省，该省份为法国北部沿海省份，西北濒北海，南至索姆省，东临北部省。
与讷沙泰勒-阿尔德洛接壤的市镇（或旧市镇、城区）包括：孔代特、维代姆、达讷、阿兰冈、内勒、圣艾蒂安欧蒙。
讷沙泰勒-阿尔德洛的时区为UTC+01:00、UTC+02:00（夏令时）。

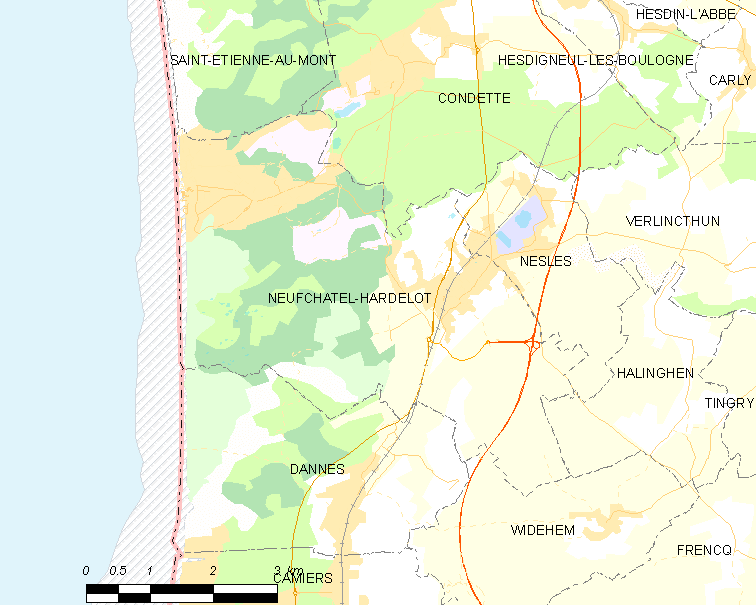
讷沙泰勒-阿尔德洛的OSM定位图

## 行政
讷沙泰勒-阿尔德洛的邮政编码为62152，INSEE市镇编码为62604。

## 政治
讷沙泰勒-阿尔德洛所属的省级选区为乌特罗县。

## 人口

1962-2008年间讷沙泰勒-阿尔德洛人口变化图示

讷沙泰勒-阿尔德洛于2022年1月1日时的人口数量为3993人。

## 交通
讷沙泰勒-阿尔德洛站